# داولینگ پارک (فلوریدا)
داولینگ پارک (به انگلیسی: Dowling Park) یک منطقهٔ مسکونی در ایالات متحده آمریکا است که در شهرستان سوانه، فلوریدا واقع شده‌است. داولینگ پارک ۱۸٫۹ متر بالاتر از سطح دریا واقع شده‌است.